# Lijst van gouverneurs en vicegouverneurs van Hatohobei

De vlag van Hatohobei

Dit is een lijst van gouverneurs en vicegouverneurs van de Palause staat Hatohobei. De staatsoverheid van Hatohobei werd opgericht op 10 juli 1984; tien jaar later werd Palau volledig onafhankelijk.
| Ambtsperiode | Gouverneur       | Vicegouverneur   |
| ------------ | ---------------- | ---------------- |
| 1984 - 1988  | Nemecio Andrew   | Crispin Emilio   |
| 1988 - 1992  | Crispin Emilio   | Sebastian Marino |
| 1992 - 2000  | Crispin Emilio   | Sabina Andrew    |
| 2000 - 2004  | Sabina Sackarias | Crispin Emilio   |
| 2004 - 2008  | Crispin Emilio   | Dominic Emilio   |
| 2008 - heden | Thomas M. Patris | Dominic Emilio   |